# Nantois
Nantois ist eine französische Gemeinde mit 77 Einwohnern (Stand: 1. Januar 2022) im Département Meuse in der Region Grand Est. Sie gehört zum Kanton Ligny-en-Barrois im Arrondissement Bar-le-Duc.

## Geografie
Die Gemeinde Nantois liegt am Ornain, 22 Kilometer südöstlich von Bar-le-Duc. Nachbargemeinden sind Naix-aux-Forges im Nordosten, Saint-Amand-sur-Ornain im Osten, Tréveray im Südosten, Hévilliers im Südwesten, Villers-le-Sec im Westen sowie Longeaux im Nordwesten.

## Bevölkerungsentwicklung
| Jahr      | 1962 | 1968 | 1975 | 1982 | 1990 | 1999 | 2008 | 2019 |
| --------- | ---- | ---- | ---- | ---- | ---- | ---- | ---- | ---- |
| Einwohner | 96   | 98   | 90   | 83   | 114  | 109  | 98   | 86   |